# Paul Bollmann
Paul Erdmann August Bollmann (* 4. Mai 1885 in Hannover; † 14. August 1944 in Überlingen) war ein deutscher Maler und Grafiker.

## Leben und Wirken
Paul Bollmann war das jüngste von vier Kindern des Kaufmanns und Weinhändlers Gottfried August Bollmann und dessen Frau Paula Wilhelmine Luise Bollmann, geborene Karl. Sein Großvater väterlicherseits war August Bollmann (1811–1884), der der Hamburger Turnerschaft von 1816 von 1851 bis 1859 vorsaß, dann die Harburger Turnerschaft 1858 mitgründete und unter anderem Ortsvorsteher von Harburg war.
1889 zog die Familie nach Hamburg, wo der Vater drei Jahre später noch vor Paul Bollmanns Einschulung starb. Ab dem siebten Lebensjahr besuchte er eine Mittelschule in Altona und übernahm Tätigkeiten als Laufbursche. Anschließend absolvierte er eine Lehre als Maler und besuchte bis 1903 berufsbegleitende Abendkurse der Kunstgewerbeschule Altona. Versehen mit einer Empfehlung von Alfred Lichtwark studierte Bollmann anschließend an der Akademie der Bildenden Künste in Stuttgart bei Carlos Grethe. 1906 unterbrach er das Studium und ging für acht Monate nach Paris. Ab 1907 besuchte er die Meisterklasse bei Adolf Hölzel und erhielt eine silberne und goldene Medaille. Er studierte gemeinsam mit den Malern Otto Meyer-Amden, Fritz Flinte und dem Innenarchitekten Richard Herre, die zu seinen Freunden wurden. Bollmann malte zunächst Landschaftsmotive, die den Schwarzwald und die Heide zeigten, erstellte Bilder von Figuren und Stillleben. In der Zeit in Stuttgart und Paris folgte er den Stilen Oskar Schlemmers, Willi Baumeisters und Otto Meyer-Amdens, kopierte diese jedoch nicht.
1911/12 reiste Bollmann zweimal nach Italien und arbeitete anschließend als freischaffender Künstler in Hamburg. Bollmann erstellte pastose, breit- und großformatige Freilichtgemälde des Strands von Blankenese im Stil des Post-Impressionismus. Seit 1912 nahm er an mehreren Gemeinschaftsausstellungen teil und erhielt 1913 eine Einzelausstellung. 1914 zählte er zu den Künstlern, die in Adolf Hölzels „Expressionisten-Saal“ bei in der Stuttgarter Kunstausstellung des Verbandes der Kunstfreunde in den Ländern am Rhein vertreten waren. Während des Ersten Weltkriegs leistete er Kriegsdienst, wurde 1916 zum Offizier ernannt und während des Kriegs verwundet. Nachdem Adolf Hölzl die Stuttgarter Kunstakademie verlassen hatte empfahl Otto Meyer-Amden 1919 Bollmann als dessen Nachfolger, was dieser jedoch ablehnte. Bollmann bezog stattdessen eine alte Kate in Wellingsbüttel. Hier experimentierte er mit Abstraktionen und erstellte Gemälde im Stil Hamburger Expressionisten. Da seine Kunstwerke keinen Lebensunterhalt ermöglichten, betätigte sich Bollmann nebenbei als Nachtwächter und Bauarbeiter. Bollmann war ein sehr fleißiger Maler, unterbrach die künstlerischen Tätigkeiten jedoch oftmals aufgrund von Arbeitshemmungen. 1925 bat er gemeinsam mit anderen Künstlern, die ebenfalls über kein ausreichendes Einkommen verfügten, den Senat der Stadt Hamburg um Aufträge.
Bollmann stellte auf den Hamburger Künstlerfesten aus und beteiligte sich zweimal an der Hamburgischen Sezession. Wenngleich er nie Mitglied der Vereinigung wurde, fand er unter den Mitgliedern mehrere Freunde. Von den Mitgliedern der Sezession bewunderte Bollmann insbesondere Karl Ballmer. Um 1930 griff Bollmann den in der Sezession gepflegten Malstil auf und unternahm mehrere Studienreisen. 1928 reiste er in die Schweiz, 1931 nach Holland, Belgien und Paris. Bollmann war seit 1920 Mitglied der Hamburgischen Künstlerschaft und trat vor 1930 in den Hamburger Künstlerverein von 1832 ein. Von 1927 gehörte er dem Altonaer Künstlerverein an und agierte als dessen Vertreter im Kartell Hamburger Künstlerverbände. Zudem trat er in dem Jahr der Hamburgischen Künstlerschaft bei.
In den Folgejahren verbesserte sich Bollmanns wirtschaftliche Situation nicht. Er erstellte Auftragsarbeiten, darunter ein Porträt des Bürgermeisters Rudolf Roß im Jahr 1925 und Gemälde für Kirchen und Schulen, unter anderem für Fritz Schumacher. Trotzdem erhielt die Familie Ende der 1920er Jahre Zuwendungen der Künstlernothilfe und der Wohlfahrt. Bollmann selbst arbeitete nebenberuflich als Betriebsleiter eines Kinos. Er erstellte nun weniger helle Gemälde, darunter 1929 die Auftragsarbeit „Frl. Agnes Wolffson“, die von der Kunst-Kommission nur wenig gelobt wurde. 1932 bezog er ein eigenes Atelier im Ohlendorffhaus, das ihm die Stadt Hamburg überlassen hatte und erhielt im selben Jahr zwei Einzelausstellungen.
Ende 1933 verließ Arthur Illies die Hansische Hochschule. Paul Bollmann übernahm als dessen Nachfolger einen Lehrauftrag der Malklasse und hatte somit ein regelmäßiges Einkommen. Er versuchte, seinen Schülern Malerei im reinen Sinne näherzubringen. Bollmann sah Hans von Marées als sein Vorbild an, konnte dessen Werke während der Zeit des Nationalsozialismus jedoch nur eingeschränkt lehren, da der Maler eine jüdische Mutter hatte und somit als nicht „rassenrein“ angesehen wurde. Zu anderen Lehrkräften hielt Bollmann Abstand; freundschaftliche Kontakte pflegte er nur mit Willi Breest und Willi Titze.
Bollmann galt als Anthroposoph und wurde aus diesem Grund von den Nationalsozialisten kritisch gesehen. Der Kunsthistoriker Walter Hansen und weitere Fachleute bezeichneten Bollmann als „Kulturbolschewisten“. Bollmann beteiligte sich 1936 an der Ausstellung des Künstlerbundes, die vorzeitig beendet werden musste. Anschließend nahm er nicht mehr an derartigen Präsentationen teil. Zwei Aquarelle, die in der Hamburger Kunsthalle zu sehen waren, wurden 1937 im Rahmen einer Razzia als Entartete Kunst konfisziert und später vernichtet. Um die Stelle als Hochschullehrer behalten zu können, beantragte Bollmann am 12. Juli 1937 die Aufnahme in die NSDAP und wurde rückwirkend zum 1. Mai desselben Jahres aufgenommen (Mitgliedsnummer 4.793.084), versuchte jedoch weiterhin, persönliche Freiheiten aufrechtzuerhalten. So besuchte er die Beisetzung von Hugo Meier-Thur, der im KZ Fuhlsbüttel ermordet worden war. Außerdem wurde er Mitglied einer Widerstandsgruppe um Agnes Holthusen, Kurt Eggers-Kestner, Karl Kluth und dessen Ehefrau Hanna.
Seit 1936 lebte Bollmann mit seiner Familie in Lemsahl-Mellingstedt, wo auch sein Kollege Willi Titze wohnte. In Folge von Luftangriffen im Sommer 1943 wurden die Lerchenfeld-Schule, das Ohlendorffhaus und das Künstlerheim Birkenau zerstört. Dabei verbrannten alle Gemälde und Zeichnungen, die Bollmann bis dahin erstellt hatte. Kurze Zeit später erhielt er den Auftrag, Kirchenfenster für die Hauptkirche Sankt Petri zu gestalten, die bei Bombenangriffen zerstört worden waren. Er besuchte noch im selben Jahr den Glaser Hermann Heberle in Überlingen, um mit ihm erste Entwürfe zu besprechen. Während eines zweiten Besuchs der Glaserei Heberle Mitte 1944 wurde Paul Bollmann tot im Bodensee gefunden. Kurz vor Lebensende hatte er Selbstporträts angefertigt, die depressiv wirkten. Er hatte dabei gebrochene Farben und barockes Helldunkel verwendet.
Bollmann war zweimal verheiratet. Aus der ersten Ehe stammte der 1923 geborene Sohn namens Per Halby. Die zweite Ehe schloss er 1926 mit Gertrud Grosse. Sie gebar bis 1929 die Kinder Regina und Peter.